# GitLab
GitLab је веб-алатка животног циклуса DevOps с отвореним изворним кодом. Алатка пружа менаџер спремишта за Git који нуди функције викија, функцију праћења проблема и канал за непрекидну интеграцију. Софтвер је развила компанија GitLab Inc., а првобитно су га направили Украјинци Дмитриј Запорожец и Валериј Сизов.
Кôд је првобитно написан у програмском језику Ruby, а неки делови су касније преписани у Go-у.   